# 버섯주름

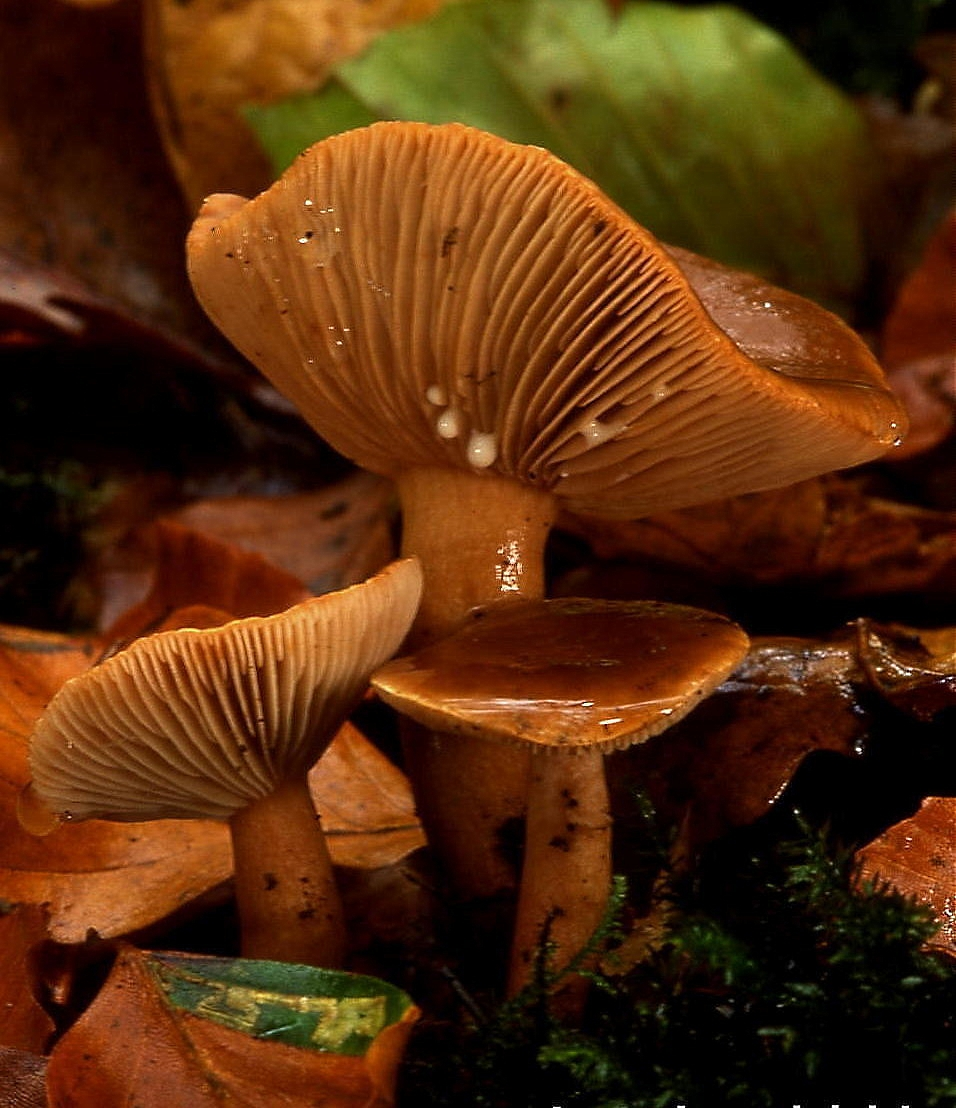

버섯주름, 라멜라(Lamella, 복수형: lamellae)는 균학에서 일부 버섯 종(대개는 느타리/agarics)의 뚜껑 아래에 있는, 마치 종이와 같은 자실층 갈비 부분이다. 버섯주름은 버섯이 포자를 분산시키는 수단으로 사용하며 종 식별에 중요하다. 주름이 줄기에 붙어 있는 것은 옆에서 봤을 때 주름의 모양에 따라 분류되며, 색깔, 밀집도, 개별 주름의 모양도 중요한 특징이 될 수 있다. 또한 주름은 독특한 현미경적 또는 거시적 특징을 가질 수 있다. 예를 들어 젖버섯(Lactarius) 종은 일반적으로 주름에서 라텍스를 배출한다.
원래는 모든 주름 균류가 주름버섯목이라고 여겨졌으나 균류를 더 자세히 연구한 결과 일부 주름종은 그렇지 않은 것으로 나타났다. 이제 이것이 한 번만 진화한 해부학적 특징이 아니라 수렴진화(즉, 주름같은 구조가 별도로 진화한 경우)의 사례임이 분명해졌다. 다양한 담자균이 주름을 진화시키는 명백한 이유는 그것이 표면적 대 질량의 비율을 증가시켜 포자 생성 및 분산 가능성을 증가시키는 가장 효과적인 수단이기 때문이다.

## 분류

Adnate
Adnexed
Decurrent
Emarginate
Free
Seceding
Sinuate
Subdecurrent